# Hybrid Wars
Hybrid Wars — игра, разработанная компанией Extreme Developers и изданная WG Labs. 16 августа 2016 года игра была анонсирована, 29 сентября состоялся релиз игры.

## Издания игры
Игра вышла в двух изданиях:
- Стандартное издание, которое включает в себя игровой клиент и дополнительного героя "Иван" (доступен игрокам, зарегистрировавшимся под учётной записью Wargaming.net).
- Эксклюзивное издание дополнительно включает в себя героя "Джейсон Вуд", оригинальный саундтрек, арт-бук. Для игры доступен сезонный пропуск, который включает в себя доступ к двум дополнительным героям (так же доступны отдельно в виде DLC), но не включает в себя саму игру: Яна «Тесла» и "Йоко Такано".

## Геймплей
Благодаря использованию вида сверху Hybrid Wars напоминает игры аналогичного жанра из 90-х, при этом её геймплей привнёс в жанр несколько нововведений: открытый мир боевых локаций и возможность менять военные машины прямо во время выполнения миссий. На выбор есть восемь карт, пять главных героев, 150 миссий и несколько игровых режимов.

## Герои
Каждый из пяти героев обладает своим набором характеристик и уникальными умениями, получаемыми в процессе прохождения миссий:
- Алекс Картер — опытный и уважаемый вояка с уникальным дроном-помощником, вылечивающим солдат на поле боя.
- Иван — бывший наёмник и специалист по боевым роботам; его дрон-помощник выполняет функции поддержки, восстанавливая силовое поле хозяина.
- Джейсон Вуд — суперсолдат со вживлёнными механическими элементами; дрон-помощник Джейсона занимается доставкой ресурсов и вооружения.
- Яна «Тесла» — первая женщина-герой в игре. Она гений-самоучка и один из лучших хакеров в мире; помимо уникального меха, у Яны есть дрон, который обладает особой способностью останавливать вражеские транспортные средства электрическим разрядом.
- Йоко Такано — мастер киберразведки, гуру промышленного шпионажа и непревзойденный пиротехник; в арсенале этого героя есть манёвренный робот и дрон-троян, перехватывающий контроль над вражеской техникой.

## Игровые режимы
Игра вошла в релиз с одиночным и кооперативным многопользовательским режимом. Последующее игровое обновление, которое вышло 21 октября, добавило ещё один режим — Deathmatch.